# Carex giraldiana
Carex giraldiana är en halvgräsart som beskrevs av Georg Kükenthal. Carex giraldiana ingår i släktet starrar, och familjen halvgräs. Inga underarter finns listade i Catalogue of Life.